# Белоярка (Акмолинская область)
Белоярка (каз. Белоярка) — село в Аршалынском районе Акмолинской области Казахстана. Входит в состав Константиновского сельского округа. Код КАТО — 113445200.

## География
Село расположено в восточной части района, на расстоянии примерно 56 километров (по прямой) к востоку от административного центра района — посёлка Аршалы, в 22 километрах к северо-востоку от административного центра сельского округа — села Константиновка.
Абсолютная высота — 551 метров над уровнем моря.
Климат холодно-умеренный, с хорошей влажностью. Среднегодовая температура воздуха положительная и составляет около +2,9°С. Среднемесячная температура воздуха в июле достигает +18,8°С. Среднемесячная температура января составляет около -14,9°С. Среднегодовое количество осадков составляет около 415 мм. Основная часть осадков выпадает в период с мая по август.
Ближайшие населённые пункты: село Каратал — на северо-востоке, село Ахметаул — на востоке, село Константиновка — на юго-западе, село Окольное — на юге.

## История
Село Белоярское основано в 1905 году, на участке Ак-Джарский. В 1906 г. выстроен молитвенный дом. В 1911 г. открыта школа.

## Население
В 1989 году население села составляло 796 человек (из них русские — 60%).

В 1999 году население села составляло 654 человека (320 мужчин и 334 женщины). По данным переписи 2009 года, в селе проживало 411 человек (215 мужчин и 196 женщин).
| Численность населения | Численность населения | Численность населения |
| 1989                  | 1999                  | 2009                  |
| --------------------- | --------------------- | --------------------- |
| 796                   | ↘654                  | ↘411                  |

## Улицы
- ул. 9 мая
- ул. Аксенова
- ул. Доманская
- ул. Набережная
- ул. Центральная